# Marco Macina
Marco Macina, född 30 september 1964, är en sanmarinsk före detta fotbollsspelare.

## Karriär

### Klubblagskarriär
Macina började spela fotboll med Tre Penne i San Marino. Han ansågs som ung vara lovande och flyttade till Bologna där Macina spelade med jämnårige Roberto Mancini. Under sin karriär representerade Macina även bland andra Parma och Milan. I Milan tränades han av Nils Liedholm som hade stor tro på Macinas begåvning, men skador och tuff konkurrens försvårade hans utveckling. Macina slutade med fotboll vid 25 års ålder med anledning av en knäskada.
Macina är tillsammans med Massimo Bonini de enda sanmarineser som spelat i Serie A.

### Landslagskarriär
Macina spelade tre matcher för det sanmarinska landslaget. Han deltog i San Marinos första match någonsin, mot Kanada 1986 och 1990 i två matcher i kvalet till EM 1992, trots att han vid det laget slutat med klubblagsfotboll.